# Таракановская сельская община
Таракановская сельская община (укр. Тараканівська сільська громада) — территориальная община в Дубенском районе Ровненской области Украины.
Административный центр — село Тараканов.
Население составляет 7936 человек. Площадь — 218,6 км².
В соответствии с распоряжением Кабинета Министров Украины от 12 июня 2020 года, в состав общины вошла территория Плосковского, Птичского, Рачинского и Таракановского сельских советов Дубенского района.

## Населённые пункты
В состав общины входит 18 сёл:
- Тараканов
  - Великие Загорцы
  - Малые Загорцы
- Плосковский старостинский округ:
  - Борки
  - Дитиничи
  - Клюки
  - Переросля
  - Плоская
  - Судобичи
- Птичский старостинский округ:
  - Замчиско
  - Каменица
  - Никитичи
  - Новая Николаевка
  - Подлужье
  - Птичья
  - Старая Носовица
  - Турковичи
- Рачинский старостинский округ:
  - Рачин